# 국인폭동
국인폭동(國人暴動), 또는 체의 난(彘之亂)은 서주시대 중국의 수도 호경 주변에서 일어난 반란이다. "국인"이란 서주·춘추시대의 수도에서 살았던 사람들을 아울러 일컫는 말이며, 고대에 수도의 주민은 귀족이었기 때문에 이 사건은 귀족 쿠데타의 성격도 갖고 있었다.
주 여왕은 욕심이 많고 탐욕스러웠는데, 그의 총신 영 이공(榮夷公)이 여왕에게 "전리(專利)"라는 독점전매제도를 제안하여 산림과 천택을 천자의 직할지로 삼고 국인들이 산림과 천택에서 사는 것을 금하자고 했다. 여왕은 이것을 매우 마음에 들어하여, 다른 신하들과 백성들의 반대를 무릅쓰고 전리정책을 강행했다.
쫓겨난 백성들은 불평을 하고 다녔는데, 여왕은 다른 신하 위무(卫巫)를 보내서 감시를 시키고, 전리제도에 대해 불만을 가진 백성들을 체포하고 죽이게 했다. 누가 불만을 가졌는지 점을 쳐서 알아냈기 때문에, 심지어 불만을 표하지 않은 백성들도 죽임을 당했다. 여왕이 전리정책을 고강도로 밀어붙이자 백성들은 감히 입조차 열지 못하게 되어, 친지나 친구를 길에서 만났을 때도 서로 인사하지 못하고 다만 눈만 마주쳤다. 수도 주변이 거의 무인지경이 되었으나 여왕은 이에 오히려 기뻐했다.대신이었던 소 목공이 “백성의 입을 막는 것은 냇물을 틀어막는 것보다도 어려운데, 냇물을 막은 둑이 터지면 상하는 사람이 많다”(방민지구 심우방천 防民之口甚于防川: "중구난방"의 어원)고 간했다. 여왕은 “내가 당당한 천자거늘, 우매한 백성들은 내 명령만 따르면 될 일”이라고 대답하고 폭정을 계속했다.
여왕의 폭정이 계속되자 국인들은 더 견딜 수 없어졌다. 기원전 841년, 도성 주변 사방(四郊)의 국인들이 나무몽둥이와 농기구를 들고 일시에 모여, 모든 방향에서 궁성으로 쳐들어갔다. 반란군의 고함소리를 들은 여왕은 사병(士兵)들에게 진압을 명했지만, 아무도 그 명령을 듣지 않았다. 한 신하가 “우리 주는 농민을 병사로 징병하고, 모든 병사는 태어나기를 농민으로 태어납니다. 이제 농민들이 난을 폭동을 일으켰으니, 누구를 동원해 막으시렵니까?” 라고 했다. 여왕은 서둘러 왕족들만 데리고 도성을 탈출해 위수를 따라 북쪽으로 밤낮으로 발로 달려 도망가 체(彘)땅에 숨었다.
여왕이 도망간 뒤, 대신 주 정공과 소 목공이 도성 백성들을 설득해 해산하게 했다. 왕이 도망갔기 때문에 주나라는 한동안 주 정공과 소 목공이 주도하는 귀족집단지도체제가 되었는데, 이것을 공화(共和)라고 했다. 여왕이 죽고 나서야 여왕의 아들 선왕이 왕정을 복고했다.